# Ambonus interrogationis
Ambonus interrogationis är en skalbaggsart som först beskrevs av Blanchard 1843.  Ambonus interrogationis ingår i släktet Ambonus och familjen långhorningar.
Artens utbredningsområde är Paraguay. Inga underarter finns listade i Catalogue of Life.